# Tangvayosaurus
Tangvayosaurus – rodzaj zauropoda z grupy Titanosauriformes. Żył we wczesnej kredzie (apt-alb, ok. 125-100 mln lat temu) na terenach południowo-wschodniej Azji. Jego szczątki znaleziono w Laosie (w okolicach miasta Savannakhét). Tangvayosaurus został opisany na podstawie dwóch fragmentarycznych szkieletów. Według Ronana Allaina i współpracowników (1999), autorów oryginalnego opisu, Tangvayosaurus uznano za przedstawiciela tytanozaurów, jednak późniejsza analiza filogenetyczna przeprowadzona przez Suteethorna i in. zasugerowała, że takson ten należy do kladu Somphospondyli.